# Schlesinger Izrael Dávid
Schlesinger Izrael Dávid (Szered, 1802 –‎ Bazin, 1864. április 30.) rabbi, konzervatív teológus. Jelentékeny irodalmi munkásságot fejtett ki. Fia Schlesinger József rajkai rabbi volt.

## Életpályája
A bazini rabbiállást 1832-től kezdve haláláig töltötte be. 

## Művei
1843-ban jelent meg Hásón Lemód című műve tiszta és világos héber nyelven. A műből kitűnik, hogy Schlesinger alaposan és hozzáértéssel foglalkozott algebrával és asztronómiával. Tíz fejezetben tárgyalja az időszámítást, kiterjeszkedve úgy a csillagászati magyarázatokra, mint az ünnepnapokkal való összefüggésre.
Fő műve a Mechólósz Hamachnáim (magyarul: Táborok tánca), amellyel Schlesinger Magyarországon a kettészakadás előharcosává vált. Munkájában, amely Lőw Lipót, Schwab Lőw pesti, Mannheimer bécsi és más kiváló rabbik ellen irányult, a konzervatív irány mellett foglalt állást. A könyvnek  nagy hatása volt; számos teológus foglalkozott vele.
További műve Jofiach Lekéc címen jelent meg. 